# Borstsmörblomma
Borstsmörblomma (Ranunculus lanuginosus) är en växtart i familjen ranunkelväxter.